# Hitomi Noda
Pour les articles homonymes, voir Noda (homonymie).
Hitomi Noda (野田 仁実, Noda Hitomi), née le 7 juin 1963 à Tokyo, est une personnalité publique japonaise. Elle est l'épouse de Yoshihiko Noda, Premier ministre du Japon entre 2011 et 2012.

## Biographie

### Jeunesse et éducation
Noda naît le 7 juin 1963 à Tokyo, et est la fille aînée du gérant d'une usine de verre tokyoïte. Elle fréquente un collège et un lycée privé, avant d'effectuer ses études supérieures au conservatoire de musique de Tokyo. Elle se spécialise dans l'éducation, et devient par la suite la secrétaire du président d'une entreprise tokyoïte.
Elle rencontre Yoshihiko Noda en 1988 par le biais de connaissances communes, lors d'une fête organisée par un ami,. Elle l'assiste ensuite dans toutes ses activités parlementaires, répondant aux appels de sa permanence et l'aidant à distribuer des tracts, ou à organiser les réunions avec ses constituants.

### Épouse du Premier ministre du Japon

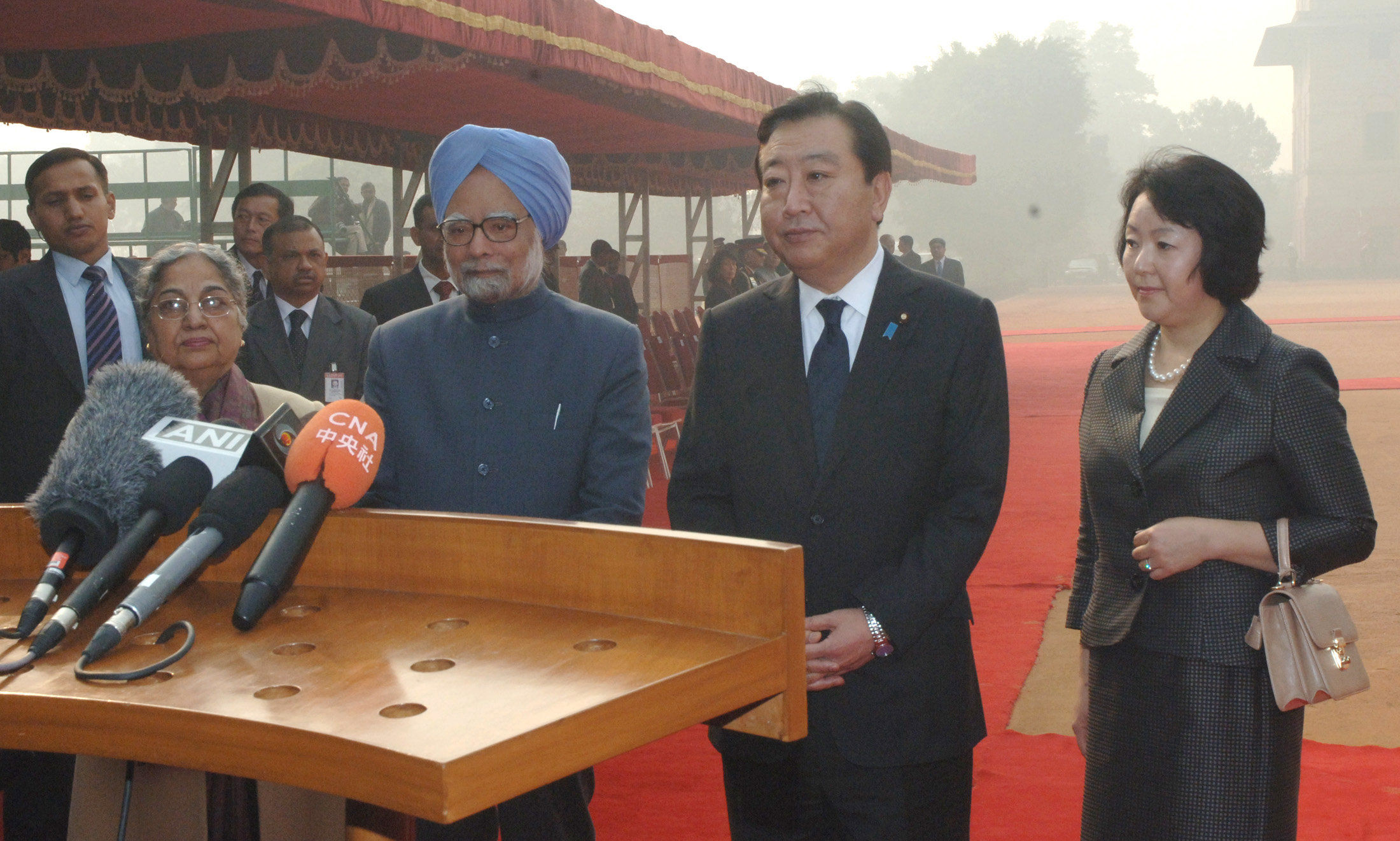
Hitoma Noda et son mari Yoshihiko Noda, lors d'un voyage officiel à New Delhi en 2011.

Noda se démarque de ses deux prédécesseures, Miyuki Hatoyama et Nobuko Kan, par son caractère réservé,. Elle soutient principalement son mari en coulisse, aidant à la préparation de ses meetings lors de ses différentes campagnes électorales, mais n'aimant pas monter sur l'estrade à ses côtés.
Restant majoritairement dans l'ombre, elle accompagne néanmoins son mari dans plusieurs visites d'État, en Indonésie, aux États-Unis ou en Inde,,,. Malgré ça, elle se prononce en faveur de la politique de son mari en faveur de la réouverture des centrales nucléaires du Japon, après l'incident de Fukushima.

## Vie personnelle
Hitoma Noda a deux fils avec Yoshihiko Noda, qu'elle épouse en 1992. Elle s'occupe également du père de ce dernier, alors qu'il est atteint d'une maladie grave et que son mari est occupé par ses fonctions gouvernementales.
Parmi ses passes temps, elle déclare aimer organiser des cérémonies et des fêtes, ainsi que chanter.